# Bob Hewitt
Bob Hewitt (12 de enero de 1940) es un extenista sudafricano. En su carrera conquistó 6 torneos ATP y 54 torneos ATP de dobles. Su mejor posición en el ranking de individuales fue el n.º 34 en diciembre de 1975 y el n.º 4 en dobles en agosto de 1977. Fue uno de los mejores jugadores de dobles en su época, llegó a ganar los 4 Grand Slam de dobles.

## Condena por abuso sexual
El 18 de mayo de 2015 una corte en Sudáfrica lo declaró culpable de abuso sexual cuando fue instructor de tenis a 3 adolescentes que entrenaban en su academia. El juez se rehusó a la clemencia solicitada por la defensa argumentando el deteriorado estado de salud y a su edad avanzada, justificando que estos delitos no tienen perdón. Fue sentenciado a 6 años de prisión y a pagar una multa por US$ 8500 para apoyar campañas contra el abuso sexual.
El juez Bert Bam también argumentó que la falta de arrepentimiento por parte del extenista fue decisiva para no otorgar el perdón a la sentencia, aún y con las súplicas por parte de su mujer argumentando que no podía vivir sin su marido.
Ese mismo año, se le retiró la placa al salón de la fama del tenis al cual tenía derecho.
Hewitt, nacido en Australia, posee la nacionalidad sudafricana, donde ha residido la mayor parte de su vida.